# 鮑姆加滕約赫山

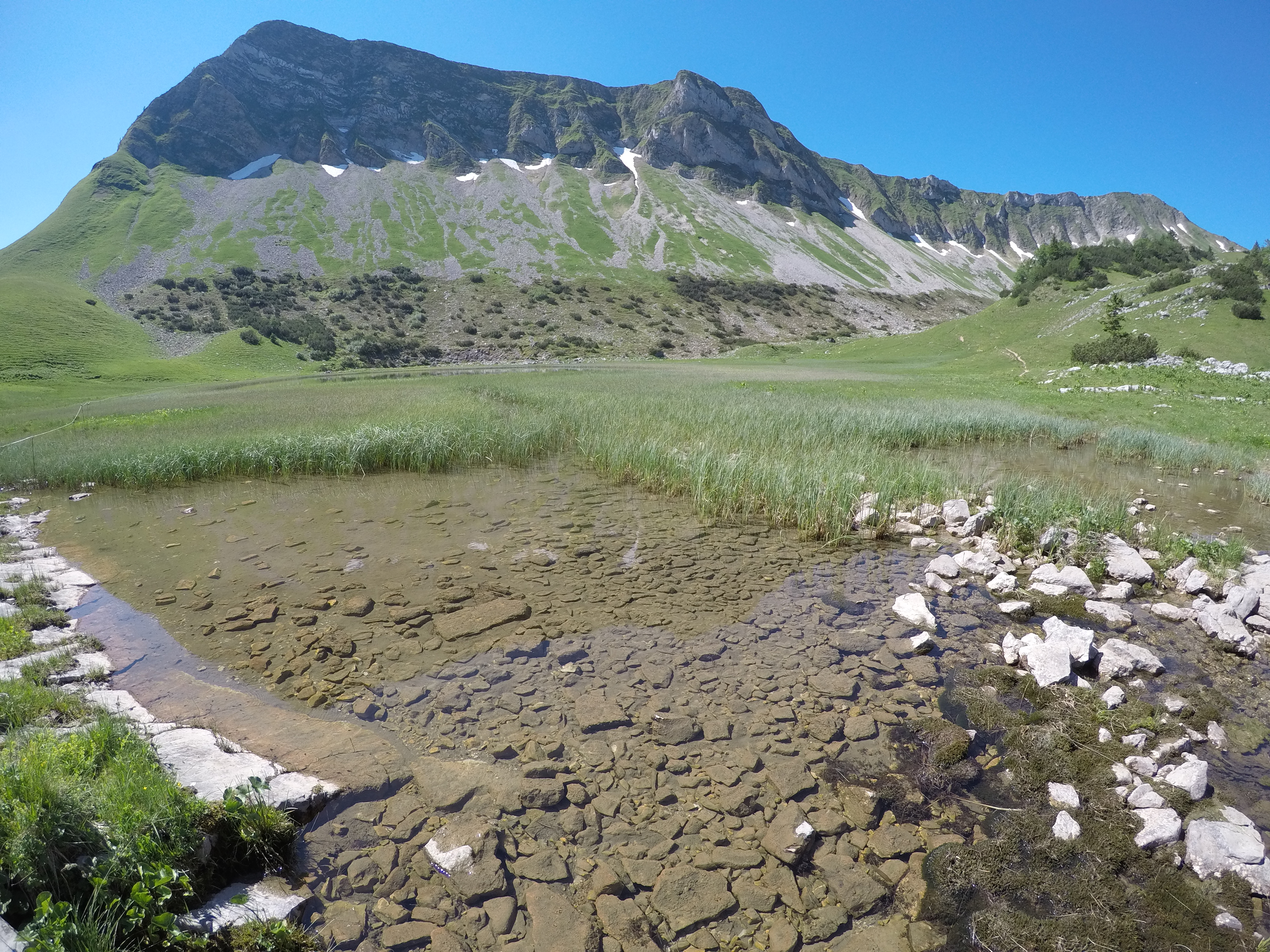

47°30′05″N 11°30′46″E / 47.501377°N 11.512789°E
鮑姆加滕約赫山（德語：Baumgartenjoch），是奧地利的山峰，位於該國西部，由蒂羅爾州負責管轄，屬於卡爾文德爾山脈的一部分，距離代爾普斯約赫山0.6公里，海拔高度1,939米，每年平均降雨量1,806毫米。